# Микер (Оклахома)
Микер (енгл. Meeker) град је у америчкој савезној држави Оклахома.

## Демографија
По попису из 2010. године број становника је 1.144, што је 166 (17,0%) становника више него 2000. године.
| Група             | 2000.       | 2010.       |
| Белци             | 823 (84,2%) | 952 (83,2%) |
| Афроамериканци    | 7 (0,7%)    | 8 (0,7%)    |
| Азијати           | 2 (0,2%)    | 3 (0,3%)    |
| Хиспаноамериканци | 13 (1,3%)   | 27 (2,4%)   |
| Укупно            | 978         | 1.144       |